# SMAR-100BPM
SMAR-100BPM — модернізований варіант білоруського автомата серії VSK-100 під патрон 7,62-мм з компонуванням булпап. Розроблено виробничо-технічним кластером «Устьє».

## Опис
Прицільна дальність SMAR-100BPM становить 500 метрів, ефективна дальність стрільби – до 400 метрів. Залежно від переваги стрілка магазин може використовуватись на 30 або 40 патронів. Автомат оснащений приладом безполум'яної та малошумної стрільби нового типу, у зброї покращено купчастість та точність бою. Вага SMAR-100BPM складає 4,3 кг.
Модернізація VSK-100 дозволило підвищити його тактикотехнічні характеристики. Зміни, внесені в лінійні параметри цівки та верхньої накладки, трохи збільшили його довжину, також покращено центрування автомата. При цьому вага зброї не збільшилася і у стрільця збереглася можливість вести прицільну стрілянину, тримаючи автомат однією рукою. У той самий час з'явилася можливість встановлювати зброю різного типу сошки. Стало зручніше здійснювати заміну магазина завдяки виносу назовні тяги спускового механізму та укороченню важеля зміни магазина. За рахунок цього вдвічі скорочено його заміну. Піднята лінія прицілювання дозволила скоротити час точного наведення зброї на ціль. Збільшена висота верхньої накладки обважування дозволяє встановити нові, механічні прицільні пристосування, що відкидаються, здатні працювати окремо або спільно з оптичними або коліматорними прицілами. У свою чергу відсутність прикладу забезпечило ефективне застосування автомата в приміщеннях, техніці або виконанні завдань в умовах щільної забудови населеного пункту.